# مس الشيطان
مس الشيطان يعرف على أنه قدرة الشيطان على الوسوسة للانسان وتزيين ارتكاب الأعمال المنكرة للفطرة السليمة..وقدرته أيضا على التشويش على الإنسان، والتحكم بشهواته الباطنية واثارتها، وربما إرهاقه نفسيا وعصبيا بأفكار سوداوية أو منامات مزعجة. وعند البعض لا يُقصد به تلبس الشيطان للجسد و انما هذا المصطلح يطلق على كل ما يوسوس به الشيطان للإنسان 

## المس والتلبس
الاعتقاد بتلبس الشياطين او الجان عند عامة الناس هو الاعتقاد بقدرة أرواح من العالم السفلي بالسيطرة على جسد وعقل الإنسان، واللمس أو المس هو درجة أقل من التلبس تكون فيها سيطرة الروح السفلية أقل والأعراض أقل شدة. أما المقصود به إصطلاحا فهو دخول الجن في بدن الإنس ويسمونه "المصروع" من الإنس، وهذا لا خلاف فيه عند علماء المسلمين، ولكن الخلاف في المقصود منه وكيفيته، أي في دخول الجن في الإنس دخول جسم في جسم بالمعنى المادي. ومس الجان للإنسان قد يكون بسبب فعل إنسان آخر أو بدون ذلك، فإن كان بتدخل إنسان فهو من أعمال السحر أو الحسد، وإن كان بغير ذلك يكون من فعل الشيطان نفسه دون وسيط من البشر. ويعرف مس الجان بتغير مؤقت يطرأ على حال الإنسان يحدث في بدنه أو في نفسه أو في عقله دون مرض أو سبب ظاهر، وتلك الأعراض تعرف عند الأطباء بالأمراض "النفسجسمية" أو "هيسيريا التحول".

## المس في الإسلام
هذا الموضوع في الإسلام هو موضوع واسع جدا وفيه خلاف كبير. فعند أهل السنة والجماعة، نقل عن "الأشعري" إثبات دخول الجن في بدن الإنس دخولا ماديا، بينما ينفي ذلك "الماتريدي" ويقول: "هو على التمثيل، ليس على التحقيق" في تفسيره آية المس "ٱلَّذِينَ يَأْكُلُونَ ٱلرِّبَٰواْ لاَ يَقُومُونَ إِلاَّ كَمَا يَقُومُ ٱلَّذِي يَتَخَبَّطُهُ ٱلشَّيْطَانُ مِنَ ٱلْمَسِّ" (البقرة 275)، كما ينكر ذلك أيضا طائفة من المعتزلة والقرآنيون وبعض الفرق الإسلامية الأخرى، وممن ينكره من العلماء، "الرازي" و"البيضاوي" ومن علماء الأزهر "محمود شلتوت"، و"طنطاوي" و"المراغي"، و"الغزالي" و"الشعراوي"، وسبب هذا الإنكار أنه لا يوجد نص صريح في إثبات الدخول المادي لجسم الجن في جسم الإنس، ولا ورد عن الصحابة مثل هذه الحكايات والعلاج منها لخروج الجن. وأما من يقولون بإمكانية ذلك ويثبتونه، فمنهم "إبن حنبل" و"إبن تيمية" و"إبن القيم" وعلماء السلف عموما، ويستندون في ذلك على خمسة أدلة وهم: أولا: يستندون على نص قرآني واحد، وهو قول الله تعالى: "ٱلَّذِينَ يَأْكُلُونَ ٱلرِّبَٰواْ لاَ يَقُومُونَ إِلاَّ كَمَا يَقُومُ ٱلَّذِي يَتَخَبَّطُهُ ٱلشَّيْطَانُ مِنَ ٱلْمَسِّ" (البقرة 275)، والآية واضحة في التشبيه وضرب المثل، وفى التفسير " يَتَخَبَّطُهُ " من الخبط وهو الضرب على غير اتساق أي الخبط العشوائي، و"مِنَ ٱلْمَسّ" أي الجنون، والمعنى أن الشيطان يخبط الإنسان فيصرع، حيث أن الجني يمسه فيختلط عقله، ولذلك قيل جنَّ الرجلُ. ثانيا: يستند مثبتوا المس المادي أيضا على حديث أساسي أختلف في صحته، وهو عن "عثمان بن أبي العاص الثقفي: "مَّا استَعملَني رسولُ اللَّهِ صلَّى اللَّهُ عليهِ وسلَّمَ على الطَّائفِ جعلَ يعرِضُ لي شيءٌ في صلاتي حتَّى ما أدري ما أصلِّي، فلمَّا رَأيتُ ذلِكَ رَحلتُ إلى رسولِ اللَّهِ صلَّى اللَّهُ عليهِ وسلَّمَ فقالَ: ابنُ أبي العاصِ ؟ قلتُ: نعَم يا رسولَ اللَّهِ . قالَ: ما جاءَ بِكَ ؟ قلتُ: يا رسولَ اللَّهِ، عرضَ لي شيءٌ في صلواتي حتَّى ما أَدري ما أصلِّي قالَ: ذاكَ الشَّيطانُ ادنُهْ فدَنوتُ منهُ، فجَلستُ على صدورِ قدميَّ، قالَ: فضربَ صَدري بيدِهِ، وتفلَ في فَمي وقالَ: اخرج عَدوَّ اللَّه ففعلَ ذلِكَ ثلاثَ مرَّاتٍ، ثمَّ قالَ: الحَق بعملِكَ فقالَ عُثمانُ: لعَمري ما أحسبُهُ خالَطَني بعدُ" (الحديث)، وهذا الحديث من الأحاد وأختلف في درجة صحته بالإضافة الى أنه غير صريح، فهو من فعل النبي صلى الله عليه وسلم، ولم يأمر بتعلم ذلك منه لعلاج المصروع، وهو من خصائص النبوة. ثالثا: يستند المثبتون للتلبس أكثر على الأخبار الضعيفة مثل حديث "يعلى بن مرة الثقفي": "أنَّه أتَتْهُ امْرأةٌ بابْنٍ لها قد أصابَهُ لَمَمٌ، فقال له النَّبيُّ صلَّى اللهُ عليه وسلَّم: اخْرُجْ عَدُوَّ اللهِ، أنا رَسولُ اللهِ، قال: فبرَأَ، فأهْدَتْ له كَبْشينِ وشَيئًا مِن أقِطٍ وسَمْنٍ، فقال رسولُ اللهِ صلَّى اللهُ عليه وسلَّم: يا يَعْلى، خُذِ الأقِطَ والسَّمْنَ، وخُذْ أحَدَ الكَبْشينِ، ورُدَّ عليها الآخَرَ" (حديث) وهو ضعيف. رابعا: يستندون أكثرعلى القصص وحكايات الناس وتجاربهم، مثل ما نقل عن "إبن تيمية" و"إبن القيم". خامسا: من يثبتون التلبس من علماء السلف يستندون على قول شيخ الإسلام "ابن تيمية" حيث قال: "دخول الجن في بدن الإنسان ثابت باتفاق أئمة أهل السنة والجماعة". ونظرا لأهمية هذه المسألة والخلاف واللغط فيها حتى بين أهل السنة. هذه المسألة ليست عقائدية، فالمسلم يؤمن بوجود الجن كما أخبر القرآن والسنة بذلك، أما كونه يمس الإنس بالدخول المادي أو لا فهذا من العلم المبني على الخير وليس من العقائد.

### رأي مدرسة الأزهر
قال شيخ الأزهر: "إن القرآن الكريم أخبر عن كائنات اسمها الجن ولها مواصفات، ومن هنا وجب الإيمان بوجودهم حسب القدر الذي بيَّنه القرآن وأوضحته السنة النبوية الصحيحة، وفيما وراء هذين المصدرين تصبح معلوماتنا عن الجن عارية عن أي دليل من أنواع الأدلة الحسية أو العقلية. وأن هناك فرق بين الإيمان بالملائكة والإيمان بالجن، فالإيمان بالملائكة أصل من أصول الإيمان التي حددها وبينها النبي صل الله عليه وسلم وهي الإيمان بالله وملائكته وكتبه ورسله واليوم الاخر والقدر، فلو لم أؤمن بالملائكة لانهدم الإيمان تماما، أما الإيمان بالجن فإن القرآن مع كثرة ما تحدث به عن الجن لم يجعل الإيمان بهم عقيدة من عقائد الإسلام كما جعل الملائكة، وإنما تحدث عنهم فقط كما يتحدث عن الإنسان وعن كل شيء، فالتصديق بوجودهم من مقتضيات التصديق بالقرآن في كل ما حدث عنهم. وأن حديث القرآن عن الملائكة يختلف عن حديثه عن الجن؛ فبينما يصف القرآن الملائكة بأنهم عباد مكرمون، وأنهم ذوات كلها خير وطاعة، يصف الجن بأنه قد يكون صالحا وقد يكون فاسدا، وفي بعض المواضع أضاف إلى الجن مهمة الوسوسة بالشر وتزيينه للناس، شأنهم في ذلك شأن المنحرفين من بني آدم، وأن الجن مكلف بالأوامر والنواهي الشرعية، ومكلف بالعبادة كالإنسان بدليل قول الله تعالى: "وَمَا خَلَقْتُ ٱلْجِنَّ وَٱلإِنسَ إِلاَّ لِيَعْبُدُونِ" (الذاريات 56). وأن السبيل الوحيد للتحصين من الجن هو الدعاء والالتجاء إلى الله سبحانه وتعالى بالأذكار، وكثرة التعوذ من شر الجن ومن شر الأنس أيضا، بدليل قول الله تعالى " وَقُلْ رَّبِّ أَعُوذُ بِكَ مِنْ هَمَزَاتِ ٱلشَّياطِينِ * وَأَعُوذُ بِكَ رَبِّ أَن يَحْضُرُونِ" (المؤمنون 97-98)، كما أنه ليس للجن على الإنس سلطان على عباد الله الصالحين، ولذلك يجب على المؤمن ألا يخشى الجن أبدا، بل المؤمن باستطاعته أن يقهر الجن بالأذكار، ولا يستطيع أن يخترقه لا من قريب ولا من بعيد، ولذلك هو يستضعف الإنسان الضعيف فقط، وأن القرآن الكريم نص على أن الجن لا يعلمون الغيب عندما تحدث عنهم في سورة الجن قال تعالى: "وَأَنَّا لاَ نَدْرِيۤ أَشَرٌّ أُرِيدَ بِمَن فِي ٱلأَرْضِ أَمْ أَرَادَ بِهِمْ رَبُّهُمْ رَشَداً" (الجن 10)، وأن ما نسمعه ونشاهده من دعاوى كلام ما يطلق عليه الملبوس هو خيالات واختراعات لا أساس لها من الصحة، فقوة الجن هي في الوسوسة والإضلال، وليس في التلبس لقوله تعالى: "إِنَّ عِبَادِي لَيْسَ لَكَ عَلَيْهِمْ سُلْطَانٌ إِلاَّ مَنِ ٱتَّبَعَكَ مِنَ ٱلْغَاوِينَ" (الحجر 42). وأن كل من يدعي إخراج الجن من جسد الإنسان كاذب ومرتزق ومضلل، وكثيرا من القنوات التليفزيونية أصبحت تنتفع من خلال السحر والشعوذة". ويزيد أحد علماء الأزهر فيقول: "أن الإمام الشافعي قال: من يدعي إنه يرى الجن فاسق لا تقبل شهادته، لأنه يناقض قول الله تعالى: "إِنَّهُ يَرَاكُمْ هُوَ وَقَبِيلُهُ مِنْ حَيْثُ لاَ تَرَوْنَهُمْ" (الأعراف 27)، فقد ثبت أن للشيطان وحيا. هكذا قال الله تعالى في سورة الأنعام "وَلاَ تَأْكُلُواْ مِمَّا لَمْ يُذْكَرِ ٱسْمُ ٱللَّهِ عَلَيْهِ وَإِنَّهُ لَفِسْقٌ وَإِنَّ ٱلشَّيَٰطِينَ لَيُوحُونَ إِلَىۤ أَوْلِيَآئِهِمْ لِيُجَٰدِلُوكُمْ وَإِنْ أَطَعْتُمُوهُمْ إِنَّكُمْ لَمُشْرِكُونَ" (الأنعام 121). وتفسير الآية في جميع التفاسير المعتمدة أن وحي الشيطان هو الخواطر السيئة التي يلقي بها في قلب وليه، وولي الشيطان هو الذي يستجيب له ويترك هدى الله الذي بينه في القرآن الكريم. أما مس الشيطان فهو كناية عن الصرع، وهناك حديث نبوي يؤكد أن الشيطان يجري من ابن آدم مجرى الدم في العروق، وهي كناية عن ملازمته. ويقول: ويستند بعض الناس في ادعاءاتهم بالمس إلى الآية الكريمة في سورة البقرة "فَيَتَعَلَّمُونَ مِنْهُمَا مَا يُفَرِّقُونَ بِهِ بَيْنَ ٱلْمَرْءِ وَزَوْجِهِ"، ولا يتوقفون أمام الآية اللاحقة لها "وَمَا هُم بِضَآرِّينَ بِهِ مِنْ أَحَدٍ إِلاَّ بِإِذْنِ ٱللَّهِ" ومعلوم أن أول الآية "وَٱتَّبَعُواْ مَا تَتْلُواْ ٱلشَّيَـٰطِينُ عَلَىٰ مُلْكِ سُلَيْمَـٰنَ" (البقرة 102)، فهي تتحدث عن زمان مضى في عهد نبي سبق. أما في عهد محمد عليه أفضل الصلاة والسلام فالآية من سورة فصلت فيها العلاج كله وهي قوله تعالى: "وَإِمَّا يَنزَغَنَّكَ مِنَ ٱلشَّيْطَٰنِ نَزْغٌ فَٱسْتَعِذْ بِٱللَّهِ إِنَّهُ هُوَ ٱلسَّمِيعُ ٱلْعَلِيمُ" (فصلت 36)، فاليقين أننا إذا قلنا نعوذ بالله من الشيطان فإن شر الشيطان يذهب كله. وأنه لم يرد عن علماء المسلمين عبر العصور المتعاقبة أن الجن يلبس الإنسان أو يؤذيه، أو أن هناك آيات يمكنها علاج هذه الادعاءات، وما نراه من بعض الذين يزعمون أن الجن يركب أجسادهم ما هو إلا وساوس شيطان وأمراض نفسية تحتاج إلى أطباء لا إلى دجالين".

### رأي المدرسة السلفية "الحرمين"
وذلك التفصيل في مجموع فتاوى "بن باز" فقد جاء فيها: "قد دل كتاب الله عز وجل وسنة رسوله صلى الله عليه وسلم وإجماع الأمة على جواز دخول الجني بالإنسي وصرعه إياه. وأنا أذكر لك أيها القارئ ما تيسر من كلام أهل العلم في ذلك إن شاء الله. بيان كلام المفسرين رحمهم الله في قوله تعالى: "الَّذِينَ يَأْكُلُونَ الرِّبَا لا يَقُومُونَ إِلا كَمَا يَقُومُ الَّذِي يَتَخَبَّطُهُ الشَّيْطَانُ مِنَ الْمَسِّ" (البقرة 275) ، قال أبو جعفر بن جرير ما نصه: يعني بذلك يخبله الشيطان في الدنيا وهو الذي يخنقه فيصرعه من المس يعني من الجنون، وقال البغوي ما نصه: أي الجنون، يقال مُس الرجل فهو ممسوس إذا كان مجنوناً. وقال ابن كثير ما نصه: أي: لا يقومون من قبورهم يوم القيامة إلا كما يقوم المصروع حال صرعه وتخبط الشيطان له، وذلك أنه يقوم قياماً منكراً. وقال ابن عباس رضي الله عنه: آكل الربا يبعث يوم القيامة مجنوناً يخنق، رواه ابن أبي حاتم. وقال: وروي عن عوف ابن مالك وسعيد بن جبير والسدي والربيع بن أنس وقتادة ومقاتل بن حيان نحو ذلك. وقال القرطبي: في هذه الآية دليل على فساد إنكار من أنكر الصرع من جهة الجن وزعم أنه من فعل الطبائع وأن الشيطان لا يسلك في الإنسان ولا يكون منه مس. وكلام المفسرين في هذا المعنى كثير من أراده وجده. وقال شيخ الإسلام ابن تيمية ما نصه بعد كلام سبق: "ولهذا أنكر طائفة من المعتزلة كالجبائي وأبي بكر الرازي وغيرهما دخول الجن في بدن المصروع ولم ينكروا وجود الجن، إذ لم يكن ظهور هذا في المنقول عن الرسول كظهور هذا وإن كانوا مخطئين في ذلك. ولهذا ذكر الأشعري أنهم يقولون: أن الجني يدخل في بدن المصروع". وقال أيضاً ما نصه: "وجود الجن ثابت بكتاب الله وسنة رسوله واتفاق سلف الأمة وأئمتها، وكذلك دخول الجني في بدن الإنسان ثابت باتفاق أئمة أهل السنة والجماعة، قال الله تعالى: "الَّذِينَ يَأْكُلُونَ الرِّبَا لا يَقُومُونَ إِلا كَمَا يَقُومُ الَّذِي يَتَخَبَّطُهُ الشَّيْطَانُ مِنَ الْمَسِّ" (البقرة 275)، وفي الصحيح عن النبي صلى الله عليه وسلم قال: "إن الشيطان يجري من ابن آدم مجرى الدم"، وقال عبد الله بن الإمام أحمد بن حنبل: "قلت لأبي إن أقواماً يقولون: إن الجني لا يدخل بدن المصروع، فقال: يا بني يكذبون هو ذا يتكلم على لسانه"، وهذا الذي قاله أمر مشهور، فإنه يصرع الرجل فيتكلم بلسان لا يعرف معناه، ويضرب على بدنه ضرباً عظيماً لو ضرب به جمل لأثر به أثراً عظيماً، والمصروع مع هذا لا يحس بالضرب ولا بالكلام الذي يقوله، وقد يجر المصروع غير المصروع ويجر البساط الذي يجلس عليه ويحول الآلات وينقل من مكانٍ إلى مكان، ويجري غير ذلك من الأمور من شاهدها أفادته علماً ضروريا بأن الناطق على لسان الإنسي والمحرك لهذه الأجسام جنس آخر غير الإنسان، وليس في أئمة المسلمين من ينكر دخول الجني في بدن المصروع، ومن أنكر ذلك وادعى أن الشرع يكذب ذلك فقد كذب على الشرع، وليس في الأدلة الشرعية ما ينفي ذلك"، إنتهى كلام بن تيمية. وقال الإمام ابن القيم ما نصه: "الصرع صرعان: صرع من الأرواح الخبيثة الأرضية، وصرع من الأخلاط الرديئة، والثاني: هو الذي يتكلم فيه الأطباء في سببه وعلاجه. وأما صرع الأرواح فأئمتهم وعقلاؤهم يعترفون به ولا يدفعونه، ويعترفون بأن علاجه بمقابلة الأرواح الشريفة الخيرة العلوية لتلك الأرواح الشريرة الخبيثة، فتدافع آثارها، وتعارض أفعالها وتبطلها، وقد نص على ذلك بقراط في بعض كتبه، فذكر بعض علاج الصرع وقال: (هذا إنما ينفع من الصرع الذي سببه الأخلاط والمادة، وأما الصرع الذي يكون من الأرواح فلا ينفع فيه هذا العلاج. وأما جهلة الأطباء وسقطهم وسفلتهم ومن يعتقد بالزندقة فضيلة فأولئك ينكرون صرع الأرواح، ولا يقرون بأنها تؤثر في بدن المصروع، وليس معهم إلا الجهل، وإلا فليس في الصناعة الطبية ما يدفع ذلك، والحس والوجود شاهد به، وإحالتهم ذلك على غلبة بعض الأخلاط هو صادق في بعض أقسامه لا في كلها، إلى أن قال: (وجاءت زنادقة الأطباء فلم يثبتوا إلا صرع الأخلاط وحده، ومن له عقل ومعرفة بهذه الأرواح وتأثيراتها يضحك من جهل هؤلاء وضعف عقولهم. وعلاج هذا النوع يكون بأمرين: أمر من جهة المصروع، وأمر من جهة المعالج، فالذي من جهة المصروع: يكون بقوة نفسه وصدق توجهه إلى فاطر هذه الأرواح وبارئها، والتعوذ الصحيح الذي قد تواطأ عليه القلب واللسان، فإن هذا نوع محاربة، والمحارب لا يتم له الانتصاف من عدوه بالسلاح إلا بأمرين: أن يكون السلاح صحيحاً في نفسه جيداً، وأن يكون الساعد قوياً فمتى تخلف أحدهما لم يغن السلاح كثير طائل، فكيف إذا عدم الأمران جميعاً! ويكون القلب خراباً من التوحيد والتوكل والتقوى والتوجه، ولا سلاح له. والثاني من جهة المعالج: بأن يكون فيه هذان الأمران أيضاً، حتى أن من المعالجين من يكتفي بقوله: (اخرج منه) أو يقول: (بسم الله) أو يقول: (لا حول ولا قوة إلا بالله)، والنبي صلى الله عليه وسلم كان يقول: (اخرج عدو الله أنا رسول الله)، وشاهدت شيخنا يرسل إلى المصروع من يخاطب الروح التي فيه. ويقول قال لك الشيخ: اخرجي، فإن هذا لا يحل لك، فيفيق المصروع، وربما خاطبها بنفسه وربما كانت الروح ماردةً فيخرجها بالضرب. فيفيق المصروع ولا يحس بألم، وقد شاهدنا نحن وغيرنا منه ذلك مراراً...) إلى أن قال: (وبالجملة فهذا النوع من الصرع وعلاجه لا ينكره إلا قليل الحظ من العلم والعقل والمعرفة، وأكثر تسلط الأرواح الخبيثة على أهله تكون من جهة قلة دينهم وخراب قلوبهم وألسنتهم من حقائق الذكر والتعاويذ والتحصنات النبوية والإيمانية، فتلقى الروح الخبيثة الرجل أعزل لا سلاح معه، وربما كان عرياناً فيؤثر فيه هذا..). انتهى كلام بن القيم. وبما ذكرناه من الأدلة الشرعية وإجماع أهل العلم من أهل السنة والجماعة على جواز دخول الجني بالإنسي، يتبين للقراء بطلان قول من أنكر ذلك، وخطأ فضيلة الشيخ "علي الطنطاوي" في إنكاره ذلك. وقد وعد في كلمته أنه يرجع إلى الحق متى أرشد إليه فلعله يرجع إلى الصواب بعد قراءته ما ذكرنا، نسأل الله لنا وله الهداية والتوفيق. ومما ذكرنا أيضاً يعلم أن ما نقلته صحيفة (الندوة) عن الدكتور "محمد عرفان" من أن كلمة جنون اختفت من القاموس الطبي، وزعمه أن دخول الجني في الإنسي ونطقه على لسانه أنه مفهوم علمي خاطئ مائة في المائة. كل ذلك باطل نشأ عن قلة العلم بالأمور الشرعية وبما قرره أهل العلم من أهل السنة والجماعة، وإذا خفي هذا الأمر على كثير من الأطباء لم يكن ذلك حجة على عدم وجوده، بل يدل ذلك على جهلهم العظيم بما علمه غيرهم من العلماء المعروفين بالصدق والأمانة والبصيرة بأمر الدين، بل هو إجماع من أهل السنة والجماعة، كما نقل ذلك شيخ الإسلام ابن تيمية عن جميع أهل العلم، ونقل عن أبي الحسن الأشعري أنه نقل ذلك عن أهل السنة والجماعة، ونقل ذلك أيضاً عن أبي الحسن الأشعري العلامة أبو عبد الله محمد بن عبد الله الشبلي الحنفي المتوفي سنة (799 هـ) في كتابه (آكام المرجان في غرائب الأخبار وأحكام الجان) في الباب الحادي والخمسين من كتابه. وقد سبق في كلام ابن القيم رحمه الله أن أئمة الأطباء وعقلاءهم يعترفون به ولا يدفعونه، وإنما أنكر ذلك جهلة الأطباء وسقطهم وسفلتهم وزنادقتهم. فاعلم ذلك أيها القارئ وتمسك بما ذكرناه من الحق ولا تغتر بجهلة الأطباء وغيرهم، ولا بمن يتكلم في هذا الأمر بغير علم ولا بصيرة، بل بالتقليد لجهلة الأطباء وبعض أهل البدع من المعتزلة وغيرهم".

### رأي المذهب الشيعي
كذلك لهم رأيين متقابلين كما هو الحال عند أهل السنة. يقول أكثر علماء الشيعة: "ما يتلبس بهؤلاء هو الأوهام و ما يسمى في المنطق بالعلم الوهمي فانه ربما يتغلّب على ضعاف النفوس متى يتصوّر له الاشباح فيتخيلها انها الجن و هذا لا يعني انا ننكر الجن فلقد صرّح القرآن الكريم بحقيقتهم الا انهم لا قدرة لهم للتسلط على الانسان. الثابت هو المسّ فقط، كما في قوله تعالى: "الَّذِي يَتَخَبَّطُهُ الشَّيْطَانُ مِنَ الْمَسِّ" (البقرة 276)، أما التلبّس فهو من الخرافات، وهو من معتقدات البكريين. والمسّ ليس سوى نوع من الإيذاء يسبب صرعا أو جنونا، ولا يتحكم به الجن بالإنس كما هو المتصوَّر من التلبّس. أما تأثير بعض الأحجار على الإنسان فذلك ثابت في أحاديث أهل البيت عليهم السلام، كما في شأن الياقوت حيث قال رسول الله صلى الله عليه وآله: "تختموا باليواقيت فإنها تنفي الفقر". وكما في شأن الجزع اليماني والبلور حيث قال أمير المؤمنين عليه السلام: "تختموا بالجزع اليماني فإنه يرد كيد مردة الشياطين". وكما في شأن العقيق حيث قال الرضا صلوات الله عليه: "العقيق ينفي الفقر، ولبس العقيق ينفي النفاق". ويقول أخرون: "نعم للجن قدرة خارقة بحيث يدخل في جسم الإنسان ويتصرف فيه كيفما يشاء نظير ما تشاهدونه من حالات الصرع ومن تلبس الجن في داخل الإنسان الملبوس (والعياذ بالله تعالى) فينطق الملبوس بلسان الجن ويتحرك بوحيٍّ منه ونحن قد شاهدنا حالة من حالات التلبس الجنيّ عند بعض عصاة الشيعة وشاهدناهم كيف ينطقون بكلمات غريبة عن اللغة العربية وكأنها لغة سريانية وما شابه ذلك، كما أنه من الواضح في الكتاب الكريم وأخبار أئمتنا الطاهرين عليهم السلام أن للجن قدرات خارقة جداً تفوق قدرات الإنس المادية من حيث قدرتهم على الحركة السريعة جداً ونفوذهم في الأشياء الجامدة من دون أن تتأثر الجمادات بنفوذهم، وإذا حلوا في جسم إنسان يصبح ثقيلاً وذا قدرة مادية عالية وهو واضح عند العارفين في أساليب التحضير وعند من رأى بأُمّ عينيه قدراتهم الخارقة، ولكنَّ الكلام حول إمكانية قدرتهم على إعطاء الفهم والذكاء والفطنة كما ربما يتصور بعض الناس، فنقول لهم: إن الجنّ غير قادر على إعطاء من يشاء الذكاء والفطنة وما هو من إختصاص الله تعالى بحيث يعطي من يشاء ويمنع عمن يشاء ولكن العبد يدعو ويطلب ويتوسل فيعطيه أولياء الله تعالى بحسب ما أمرهم الله تعالى بالإعطاء والجود فإنهم أبواب النجاة وهداة العباد "وَالَّذِينَ جَاهَدُوا فِينَا لَنَهْدِيَنَّهُمْ سُبُلَنَا وَإِنَّ اللَّهَ لَمَعَ الْمُحْسِنِينَ" (العنكبوت 69). ويمكن للجنّ أن يحمل الإنسان ويضعه في مكانٍ آخر بل له القدرة في أن يحمله مسافات طويلة جداً، ولهذا نظير أيضاً وهو ما حصل مع عرش بلقيس حيث أشار الجني عند نبيّ الله سليمان(ع) الذي طلب من الجن والإنس على أن يأتوه بعرشها بقوله تعالى حاكياً عن ذلك " قَالَ عِفْريتٌ مِّنَ الْجِنِّ أَنَا آتِيكَ بِهِ قَبْلَ أَن تَقُومَ مِن مَّقَامِكَ وَإِنِّي عَلَيْهِ لَقَوِيٌّ أَمِينٌ" (النمل 39)". رابعا المعتزلة: جاء عن "فخر الدين الرازي" في تفسيره الكبير (مفاتيح الغيب) في آية المس السابقة (الآية)، ما نصه: قال "الجبائي" (وهو أبو علي الجبائي، شيخ المعتزلة ورئيس علماء الكلام في عصره، مؤسس فرقة الجبائية. ولد سنة 235 هـ): "الناس يقولون المصروع إنما حدثت به تلك الحالة لأن الشيطان يمسه ويصرعه وهذا باطل، لأن الشيطان ضعيف لا يقدر على صرع الناس وقتلهم، ويدل عليه وجوه: أحدها: قوله تعالى حكاية عن الشيطان"وَمَا كَانَ لِىَ عَلَيْكُمْ مّن سُلْطَـٰنٍ إِلاَّ أَن دَعَوْتُكُمْ فَٱسْتَجَبْتُمْ لِى" (إبراهيم 22) وهذا صريح في أنه ليس للشيطان قدرة على الصرع والقتل والإيذاء. والثاني: الشيطان إما أن يقال: إنه كثيف الجسم، أو يقال: إنه من الأجسام اللطيفة، فإن كان الأول وجب أن يرى ويشاهد، إذ لو جاز فيه أن يكون كثيفاً ويحضر ثم لا يرى لجاز أن يكون بحضرتنا شموس ورعود وبروق وجبال ونحن لا نراها، وذلك جهالة عظيمة، ولأنه لو كان جسماً كثيفاً فكيف يمكنه أن يدخل في باطن بدن الإنسان، وأما إن كان جسماً لطيفاً كالهواء، فمثل هذا يمتنع أن يكون فيه صلابة وقوة، فيمتنع أن يكون قادراً على أن يصرع الإنسان ويقتله. والثالث: لو كان الشيطان يقدر على أن يصرع ويقتل لصح أن يفعل مثل معجزات الأنبياء عليهم الصلاة والسلام وذلك يجر إلى الطعن في النبوّة. والرابع: أن الشيطان لو قدر على ذلك فلم لا يصرع جميع المؤمنين ولم لا يخبطهم مع شدة عداوته لأهل الإيمان، ولم لا يغصب أموالهم، ويفسد أحوالهم، ويفشي أسرارهم، ويزيل عقولهم؟ وكل ذلك ظاهر الفساد، واحتج القائلون بأن الشيطان يقدر على هذه الأشياء بوجهين الأول: ما روي أن الشياطين في زمان سليمان بن داود عليهما السلام كانوا يعملون الأعمال الشاقة على ما حكى الله عنهم أنهم كانوا يعملون له ما يشاء من محاريب وتماثيل وجفان كالجوابي وقدور راسيات. والجواب عنه: أنه تعالى كلفهم في زمن سليمان فعند ذلك قدروا على هذه الأفعال وكان ذلك من المعجزات لسليمان عليه السلام. والثاني: أن هذه الآية وهي قوله "يَتَخَبَّطُهُ ٱلشَّيْطَـٰنُ" صريح في أن يتخبطه الشيطان بسبب مسّه. والجواب عنه: أن الشيطان يمسّه بوسوسته المؤذية التي يحدث عندها الصرع، وهو كقول أيوب عليه السلام "أَنّى مَسَّنِىَ ٱلشَّيْطَـٰنُ بِنُصْبٍ وَعَذَابٍ" (صۤ41) وإنما يحدث الصرع عند تلك الوسوسة لأن الله تعالى خلقه من ضعف الطباع، وغلبة السوداء عليه بحيث يخاف عند الوسوسة فلا يجترىء فيصرع عند تلك الوسوسة، كما يصرع الجبان من الموضع الخالي، ولهذا المعنى لا يوجد هذا الخبط في الفضلاء الكاملين، وأهل الحزم والعقل وإنما يوجد فيمن به نقص في المزاج وخلل في الدماغ"، فهذا جملة كلام الجبائي في هذا الباب، وذكر القفال فيه وجه آخر، وهو أن الناس يضيفون الصرع إلى الشيطان وإلى الجن، فخوطبوا على ما تعارفوه من هذا، وأيضاً من عادة الناس أنهم إذا أرادوا تقبيح شيء أن يضيفوه إلى الشيطان، كما في قوله تعالى:"طَلْعُهَا كَأَنَّهُ رُؤوسُ ٱلشَّيـٰطِينِ (الصافات 65). يقول "الرازي": "للمفسرين في الآية أقوال، الأول: أن آكل الربا يبعث يوم القيامة مجنوناً وذلك كالعلامة المخصوصة بآكل الربا، فعرفه أهل الموقف لتلك العلامة أنه آكل الربا في الدنيا، فعلى هذا معنى الآية: أنهم يقومون مجانين، كمن أصابه الشيطان بجنون. والقول الثاني: قال ابن منبه: يريد إذا بعث الناس من قبورهم خرجوا مسرعين لقوله "يَخْرُجُونَ مِنَ ٱلأَجْدَاثِ سِرَاعاً" (المعارج 43) إلا آكلة الربا فإنهم يقومون ويسقطون، كما يقوم الذي يتخبطه الشيطان من المس وذلك لأنهم أكلوا الربا في الدنيا، فأرباه الله في بطونهم يوم القيامة حتى أثقلهم فهم ينهضون، ويسقطون، ويريدون الإسراع، ولا يقدرون، وهذا القول غير الأول لأنه يريد أن آكلة الربا لا يمكنهم الإسراع في المشي بسبب ثقل البطن، وهذا ليس من الجنون في شيء، ويتأكد هذا القول بما روي في قصة الإسراء أن النبي صلى الله عليه وسلم انطلق به جبريل إلى رجال كل واحد منهم كالبيت الضخم، يقوم أحدهم فتميل به بطنه فيصرع، فقلت: يا جبريل من هؤلاء؟ قال: "ٱلَّذِينَ يَأْكُلُونَ ٱلرّبَوٰاْ لاَ يَقُومُونَ إِلاَّ كَمَا يَقُومُ ٱلَّذِى يَتَخَبَّطُهُ ٱلشَّيْطَـٰنُ مِنَ ٱلْمَسّ" (البقرة 275). والقول الثالث: أنه مأخوذ من قوله تعالى:"إِنَّ ٱلَّذِينَ ٱتَّقَوْاْ إِذَا مَسَّهُمْ طَـئِفٌ مّنَ ٱلشَّيْطَـٰنِ تَذَكَّرُواْ فَإِذَا هُم مُّبْصِرُونَ" (الأعراف 201) وذلك لأن الشيطان يدعو إلى طلب اللذات والشهوات والاشتغال بغير الله، فهذا هو المراد من مس الشيطان، ومن كان كذلك كان في أمر الدنيا متخبطاً، فتارة الشيطان يجره إلى النفس والهوى، وتارة الملك يجره إلى الدين والتقوى، فحدثت هناك حركات مضطربة، وأفعال مختلفة، فهذا هو الخبط الحاصل بفعل الشيطان وآكل الربا لا شك أنه يكون مفرطاً في حب الدنيا متهالكاً فيها، فإذا مات على ذلك الحب صار ذلك الحب حجاباً بينه وبين الله تعالى، فالخبط الذي كان حاصلاً في الدنيا بسبب حب المال أورثه الخبط في الآخرة، وأوقعه في ذل الحجاب، وهذا التأويل أقرب عندي من الوجهين اللذين نقلناهما عمن نقلنا".

### رأي طائفة القرآنيين
ويسمون أيضا "أهل القرآن"، وهم الذين لا يأخذون بالحديث كدليل شرعي إلا ما تواتر من السنة، وهم بالرغم من الإنحراف عن منهج السلف من علماء المسلمين لم يكفروا عند أكثر علماء المسلمين، ويندرجون تحت مسمى أهل القبلة، ولكنهم لا يندرجون تحت مسمى أهل السنة والجماعة. يقول القرآنيون: "يؤمن السلفيون ومعظم المسلمون مع الاسف بأن الجني يستطيع أن يتلبس الانسي وبالتالي يتحكم فيه ويسيطر عليه سيطره كاملة ومنهم من يقوده الى ارتكاب الجرائم وهذا مخالف للقرآن. لو انهم تدبروا القران وابتعدوا عن الكتب الصفراء التي يؤمنون بها اكثر من ايمانهم بالقران لنعموا بحياة هادئة بلاخوف ورعب ينتابهم في كل لحظة يخلون به مع انفسهم وخصوصا في الاماكن المهجوره فهم يعيشون في رعب دائم. إن الله "يَجْعَلُ ٱللَّهُ ٱلرِّجْسَ عَلَى ٱلَّذِينَ لاَ يُؤْمِنُونَ" (الأنعام 125)، وفي اية اخرى قال تعالى: "وَيَجْعَلُ ٱلرِّجْسَ عَلَى ٱلَّذِينَ لاَ يَعْقِلُونَ" (يونس 100). وما يثبت ذلك ان زعيم الشياطين ابليس وهو من الجن ايضا ينكر مقدرته على فعل اكثر من الوسوسة، وانه ليس بقدرته سلب ارادة الناس لذلك يقول "فَلاَ تَلُومُونِي وَلُومُوۤاْ أَنفُسَكُمْ". وهذا دليل قاطع على عدم مقدرة الجني بأن يتلبس الانسي وسلبه حريته او التسبب في مرضه أو أي تأثير جسدي عليه كما يعتقد معظم المسلمون، "وَقَالَ ٱلشَّيْطَانُ لَمَّا قُضِيَ ٱلأَمْرُ إِنَّ ٱللَّهَ وَعَدَكُمْ وَعْدَ ٱلْحَقِّ وَوَعَدتُّكُمْ فَأَخْلَفْتُكُمْ وَمَا كَانَ لِيَ عَلَيْكُمْ مِّن سُلْطَانٍ إِلاَّ أَن دَعَوْتُكُمْ فَٱسْتَجَبْتُمْ لِي فَلاَ تَلُومُونِي وَلُومُوۤاْ أَنفُسَكُمْ مَّآ أَنَاْ بِمُصْرِخِكُمْ وَمَآ أَنتُمْ بِمُصْرِخِيَّ إِنِّي كَفَرْتُ بِمَآ أَشْرَكْتُمُونِ مِن قَبْلُ إِنَّ ٱلظَّالِمِينَ لَهُمْ عَذَابٌ أَلِيمٌ" (إبراهيم 22).

## الأسباب التي ذكرتها الكتب السماوية
يأتي مس الشيطان للانسان نتيجة للابتعاد عن ذكر الله، والتعلق بممارسة عادات منحرفة عن الفطرة الإنسانية الطبيعية، مثل أكل أموال الناس بالباطل، أو الوقوع في المحرمات التي تنهى عنها الشرائع السماوية، بحيث يستحوذ الشيطان على من يمارس تلك المحرمات، وتبدأ علامات سلوكية بالظهور على المصاب، بأن يصبح مرهقا نفسيا ويعاني من الاكتئاب.فيبدأ الشخص المصاب به بالمعاناة الشديدة من النسيان، والغضب الهستيري أحيانا، والإرهاق العصبي، والتعرض للوساوس المتكررة، في أن يسئ الظن في الأخرين، بل وان يتجاوز في الاعتداء على حقوقهم، والاستمرار في الغي والمعاصي.. وقد يصل به الحد إلى درجة صعبة في ان يفكر بالانتحار.. اما الأسوأ فهو ان المصاب بهذه الأعراض يبتعد كل البعد عن التوبة وارجاع الحقوق لاصحابها، ويصرف بفعل هذا المس عن اللجوء إلى الله تماما.
هناك مبالغة عند العامة من الناس في مسألة مس الشيطان، فمنهم من يأتي بخرافات انتشرت في العصور الجاهلية والعصور الوسطى، وليس لها أي دليل.. إلا أن قضية مس الشياطين هي قضية غيبية لم تذكرها الا الأديان السماوية.
مصادر الإسلام من القرآن الكريم تشير إلى دوافع واسباب هذه الظاهر في كذا موضع من آيات القرآن الكريم، ففي سورة الزخرف يبدو أن الامتناع والإعراض عن ذكر الله، وعدم الخوف منه في الاقبال على المعصية ومعاودتها باب من أبواب تسلط الشيطان على الإنسان.
﴿وَمَنْ يَعْشُ عَنْ ذِكْرِ الرَّحْمَنِ نُقَيِّضْ لَهُ شَيْطَاناً فَهُوَ لَهُ قَرِينٌ (36) وَإِنَّهُمْ لَيَصُدُّونَهُمْ عَنِ السَّبِيلِ وَيَحْسَبُونَ أَنَّهُمْ مُهْتَدُونَ (37) حَتَّى إِذَا جَاءَنَا قَالَ يَا لَيْتَ بَيْنِي وَبَيْنَكَ بُعْدَ الْمَشْرِقَيْنِ فَبِئْسَ الْقَرِينُ (38) وَلَنْ يَنْفَعَكُمُ الْيَوْمَ إِذْ ظَلَمْتُمْ أَنَّكُمْ فِي الْعَذَابِ مُشْتَرِكُونَ (39)﴾
هذا الشيطان القرين الذي يُوَسْوِس ليس له على الإنسان سلطان إطلاقًا ! إلا أنَّه يُوَسْوِس، فإن لم يسْتجب له ارْتقى الإنسان، وإن استجاب له فهذا اختيار الإنسان.
من أسباب مس الشيطان كما ورد في نص القرآن الكريم في سورة البقرة هو أكل أموال الناس بالباطل وامتداد اليد إلى المال الحرام، وهذا لايقتصر على مال الربا، بل يمتد إلى كل مال مصدره مشبوه أو حرام.
﴿الذين يأكلون الربا لا يقومون إلا كما يقوم الذي يتخبطه الشيطان من المس ذلك بأنهم قالوا إنما البيع مثل الربا وأحل الله البيع وحرم الربا فمن جاءه موعظة من ربه فانتهى فله ما سلف وأمره إلى الله ومن عاد فأولئك أصحاب النار هم فيها خالدون يمحق الله الربا ويربي الصدقات والله لا يحب كل كفار أثيم إن الذين آمنوا وعملوا الصالحات وأقاموا الصلاة وآتوا الزكاة لهم أجرهم عند ربهم ولا خوف عليهم ولا هم يحزنون﴾.وتجاهلو الوقع في الحرام واكفر لانها تضر بي المس الشيطاني

## الأسباب النفسية التي ذكرتها الكتب الطبية
قد لايكون هناك عند الإنسان مس من الشيطان أساساً، إلا أنه يعاني من حالة نفسية اسمها الوسواس القهري، أو يعاني أعراضا من الاكتئاب، وهذه الحالات النفسية تعزى إلى اضطرابات في الجملة العصبية بسبب إضطرابا في افرازات بعض الهرمونات العصبية والتي تعرف باسم النواقل العصبية ناقل عصبي، وهناك بعض الأطباء يشيرون إلى أعراض يعاني منها المريض النفسي مثل الاكتئاب، وهو على درجات قد تصل إلى الاكتئاب الحاد، والإحباط من عدم القدرة على القيام بالاعمال الصغيرة، أو الشعور الدائم بالخمول والكسل، أو الوسوسة الدائمة بفكرة سيئة.

## اقرأ أيضاً
- استحواذ روحي